# 1946년 뉴욕 영화 비평가 협회상
제12회 뉴욕 영화 비평가 협회상은 1946년 영화를 대상으로 하는 시상식이다.

## 수상 및 후보

### 작품상
- 우리 생애 최고의 해

### 감독상
- 우리 생애 최고의 해 - 윌리엄 와일러 수상

### 여우주연상
- 밀회 - 셀리아 존슨 수상

### 남우주연상
- 헨리 5세 - 로렌스 올리비에 수상

### 외국영화상
- 무방비 도시